# Pseudodrifa racemosa
Pseudodrifa racemosa är en korallart som först beskrevs av Studer 1891.  Pseudodrifa racemosa ingår i släktet Pseudodrifa och familjen Nephtheidae. Inga underarter finns listade i Catalogue of Life.